# Basilika Unserer Lieben Frau von Begoña

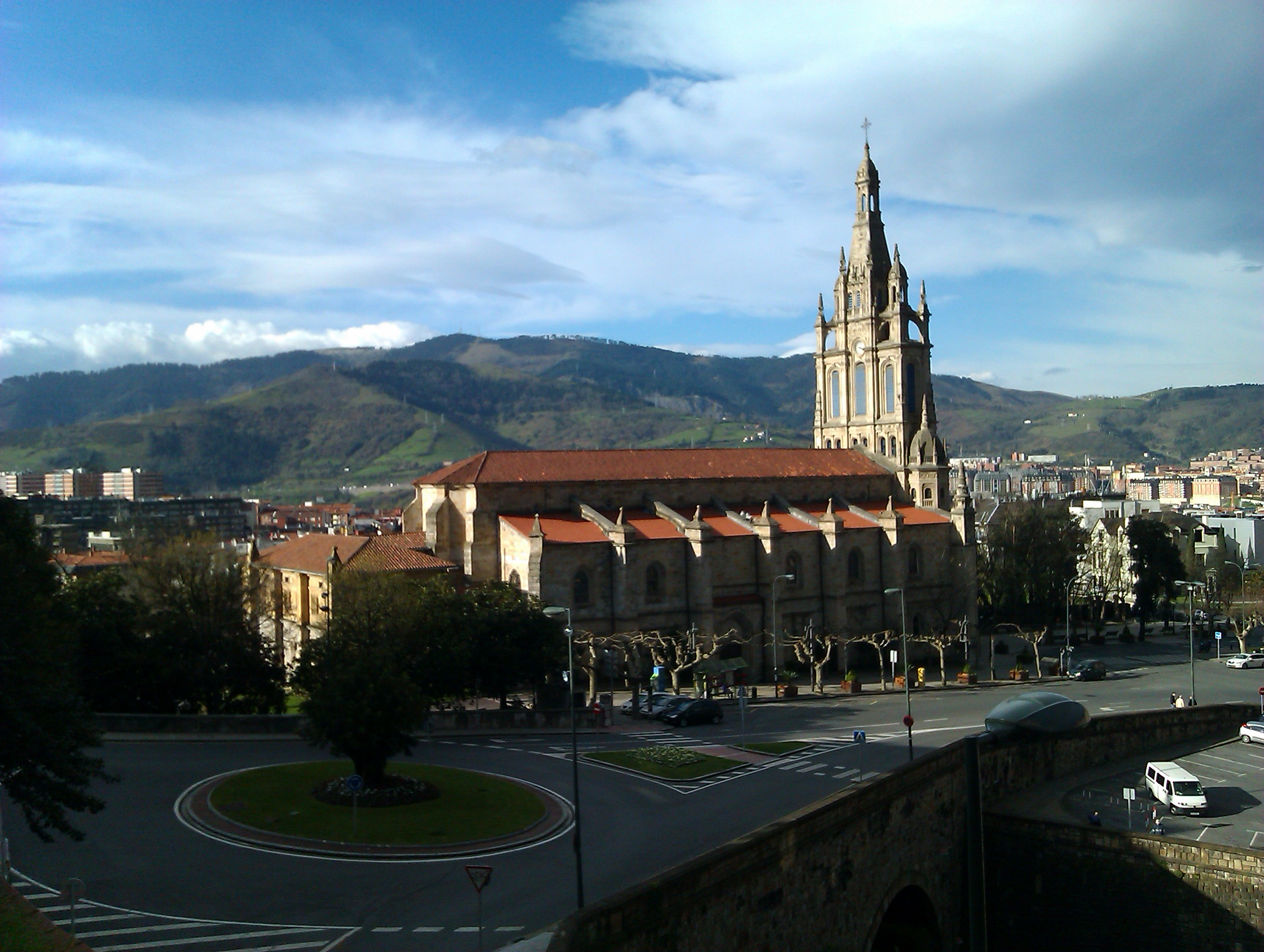
Basilika Unserer Lieben Frau von Begoña

Die Basilika Unserer Lieben Frau von Begoña (spanisch Basílica de Nuestra Señora de Begoña, baskisch Begoñako Andra Mari) ist eine Kirche im Stadtteil Begoña von Bilbao, Hauptstadt der baskischen Provinz Bizkaia, Spanien. Das Marienheiligtum des Bistums Bilbao trägt den Titel einer Basilica minor. Die aus dem 16. und 17. Jahrhundert stammende gotische Kirche ist als Bien de Interés Cultural denkmalgeschützt.

## Vorgängerbau
Die heutige Basilika wurde an der Stelle eines hölzernen Vorgängerbaus errichtet. Dieser hatte nach einem Inventar von 1503 vermutlich die Abmaße des Mittelschiffs der heutigen Kirche, der Chor war in Stein errichtet. In ihr wurde bereits die Madonna von Begoña aus dem 13. oder 14. Jahrhundert verehrt, die auf Baskisch als Amatxu bezeichnet wird. Er wurde von einem großen Altarbild im flämischen Stil beherrscht, da es 14 Tafeln mit Bildern aus dem Leben Marias enthielt. Es könnte eine ähnliche Konfiguration wie das Altarbild der Stiftskirche von Zenarruza gehabt haben, allerdings in einem größeren Maßstab.

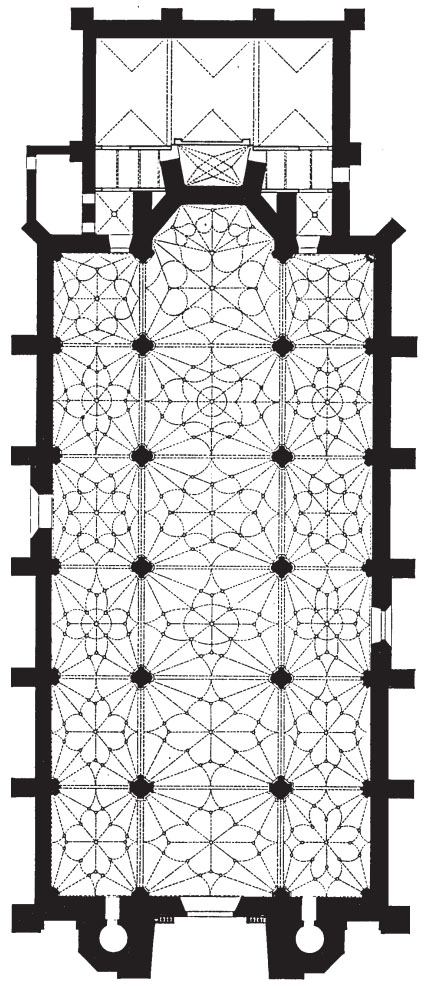
Grundriss

## Bau der Basilika
Der Bau der dreischiffigen Basilika aus Kalkstein begann Anfang des 16. Jahrhunderts und erfolgte nach Plänen von Sancho Martínez de Asego, der Turm wurde von Martín de Garita entworfen. Sie besteht aus einem breiten Mittelschiff mit polygonaler Apsis und zwei etwas niedrigeren Seitenschiffen, die mit einem Kreuzrippengewölbe aus dem 17. Jahrhundert bedeckt sind und auf zehn kräftigen zylindrischen Pfeilern stehen. Die Beleuchtung erfolgt durch große seitliche Spitzbogenfenster. Im Laufe des Jahrhunderts, das die Arbeiten andauerten, variierte der einheitliche Verlauf des gotischen Stils etwas, da in der Mitte des 16. Jahrhunderts das Hauptportal als prächtiger manieristischer Triumphbogen gestaltet wurde, der sehr an die kastilischen Werke von Rodrigo Gil de Hontañón erinnert. Der Rest behält den erwähnten einheitlichen gotischen Stil, obwohl der Chor den besonderen Stil seines Erbauers zeigt. Finanziert wurden die Arbeiten insbesondere durch die Bewohner von Bilbao, deren Schilde die Säulen des Mittelschiffs krönen. Sie zeigen die Embleme der Kaufleute und Zünfte der Stadt. Das Bild der Jungfrau konnte erst im Dezember 1603 in die neue Kirche gebracht werden, wo es auf einem bescheidenen Altar aufgestellt wurde. Im Jahr 1607 malte der Historiker und Künstler Francisco Mendieta eine Hochzeitsszene im Inneren der neu geweihten Kirche. Im Jahr 1640 wurde der Architekt und Bildhauer Pedro de la Torre beauftragt, ein Altarbild anzufertigen, das das bescheidene, von Mendieta gemalte ersetzen sollte. Die Ausführung dieses Altarbildes wurde schließlich Antonio de Alloytiz, einem Bildhauer aus Forutxa, anvertraut.

## Napoleonische Invasion und Carlistenkriege

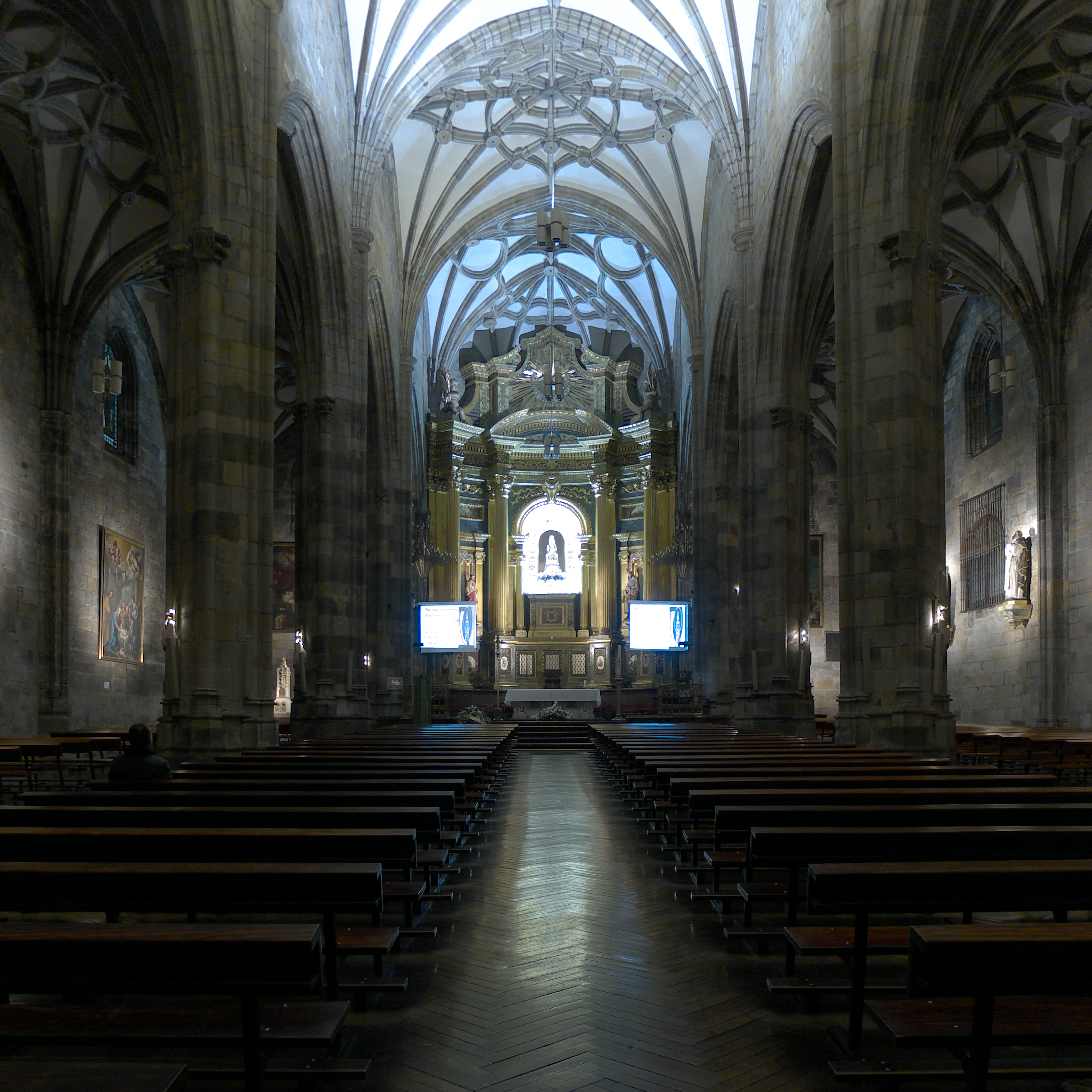
Innenraum

Begoña wurde am 5. August 1808 vom Krieg getroffen, als die napoleonischen Truppen unter dem Kommando von General Christophe-Antoine Merlin die Stadt und das Heiligtum plünderten und den Pfarrer töteten. In der letzten Phase des Krieges erlangte Begoña aufgrund seiner dominierenden Stellung über die Stadt strategische Bedeutung. Diese Tatsache führt zu großen Schäden am Gebäude.
Im Ersten Carlistenkrieg (1833–1840) wurde Begoña aufgrund dieses strategischen Lage vom karlistischen General Zumalacárregui ausgewählt, um während der Belagerung von Bilbao eine Artilleriebatterie zu installieren, was sie zu einem bevorzugten Ziel für die in der Kirche belagerten Truppen machte. Zumalacarregui wurde in der Nähe der Basilika tödlich verwundet, was die Basilika zu einem karlistischen Pilgerort machte. Obwohl sie bis zum Rückzug der Carlisten fast unversehrt geblieben war, haben die liberalen Kräfte im Jahre 1835, um die Nutzung durch den Feind zu verhindern, den Glockenturm untergraben und einen Teil der Gewölbe zum Einsturz gebracht, wodurch diese zerstört wurden. Ein Jahr später versuchten die carlistischen Truppen erneut, Bilbao zu erobern, aber dieses Mal war es die liberale Armee, die Begoña besetzte und in eine Festung umwandelte. Die Soldaten nutzten das ganze Inventar bis zu den Bodenbrettern als Brennmaterial. Das Bildnis der Jungfrau wurde gerettet, weil ihre Verehrer es vorsichtshalber in die Santiago-Kirche (die heutige Kathedrale von Bilbao) gebracht hatten. Das 1838 von der Regierung in Auftrag gegebene Inventar weist in Anspielung auf den Verfallzustand des Gotteshauses darauf hin, dass es „nicht einmal das Nötigste besitzt“.
Die Arbeiten zur Reparatur der Kirche wurden vom Gemeinderat bezahlt, da das Kapitel von Begoña nach dem Krieg bankrott war, und am 1. August 1841 wurde das Bildnis in sein Heiligtum zurückgebracht. Die Arbeiten am neuen Turm wurden 1850 abgeschlossen. 1862 schlug ein Blitz in die Spitze des Turms ein, woraufhin ein Blitzableiter installiert wurde. Aus dieser Zeit stammt auch das heutige Altarbild, ein neobarockes Werk von Modesto Echániz aus dem Jahr 1869.
Im Jahr 1873 kehrte der Krieg nach Begoña zurück und verwandelte das Heiligtum erneut in eine Festung, zunächst durch die Carlisten, die bei ihrer Vertreibung das Bildnis mitnahmen. Nach der Besetzung der Basilika durch die Liberalen litt sie unter ständigem Bombardement und mehreren Beschussversuchen, auch hier stürzte der Turm über dem Gewölbe des Kirchenschiffs ein.

## Zweite Rekonstruktion und zeitgenössische Umbauten
1876 begannen erneut Renovierungsarbeiten, die 1881 mit der Fertigstellung des Turms zum dritten Mal ihren Höhepunkt erreichten. Im Chor befindet sich eine prächtige  romantische Orgel, die 1884 in Paris aus dem bedeutenden Cavaillé-Coll erbaut wurde, sie wurde 1911 erweitert. Der neue Turm wurde bereits 1900, nach der kanonischen Krönung des Marienbildes, wieder abgerissen. Am 27. März 1908 verlieh Papst Pius X. der Kirche den Rang einer Basilica minor. Im Jahr 1928 wurde die Kirche mit einem neuen Turm erneut eingeweiht, ein Werk des Architekten José María Basterra. Am 16. August 1942 wurde am Ausgang der Basilika eine Bombe, angeblich von Falangisten, auf eine Gruppe von Carlisten geworfen, wobei es mehrere Verletzte gab. Die Kirche wurde beschädigt.
In den Jahren nach der Liturgiereform wurde der große Expositionsschrein am Fuße der Jungfrau entfernt, ebenso wie die Apostelstatuen, die die Säulen des Kirchenschiffs markierten. Im Jahr 1993 wurden Arbeiten zur Reinigung des Mauerwerks und zur Reparatur der Uhr und des Glockenspiels des Turms durchgeführt.